# Claude Nougaro

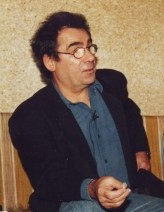
Claude Nougaro en los años 1980.

Claude Nougaro (Toulouse, Francia, 9 de septiembre de 1929 - París, 4 de marzo de 2004) fue un cantante de jazz y poeta francés. Si bien era principalmente conocido por su actividad musical, también era ocasionalmente pintor y dibujante.

## Biografía
Hijo de Pierre Nougaro, cantante de ópera, y de Liette Tellini, profesora de piano italiana. Fue criado por sus abuelos en Toulouse, donde escuchaba a Glenn Molinero, Édith Piaf, Bessie Smith y Louis Armstrong en la radio. En 1947, reprueba su bachillerato y empieza en París a trabajar de periodista, escribiendo para varios periódicos, entre los cuales destacan Le Journal des Curistes en Vichy y L'Echo en Argelia. En paralelo, escribe canciones para Marcel Amont Le coiffeur de Belleville ("el peluquero de Belleville") y Le balayeur du roi ("el barrendero del rey"), y para Philippe Clay. En ese tiempo conoce a Georges Brassens que se vuelve su amigo y guía.
Cumple con su servicio militar en 1949, en la legión extranjera, en Marruecos. 
Envía sus textos a Marguerite Monnot, la compositora de Édith Piaf, quien les pone música ("Méphisto, la trayectoria de la guerra"). Luego, comienza a cantar para ganarse la vida en 1959 en un cabaret parisino, el Lapin Agile, en Montmartre.
En 1962, se decide a cantar sus propias composiciones: "Una pequeña" y "Cecilia, mi hija" (dedicado a su hija, nacida en 1962 con su esposa Sylvie). Estas canciones le dieron rápidamente la fama, aunque su éxito comenzó cuando participaba en conciertos de Dalida. A principios de la década de 1960, introduce nuevos ritmos en la canción francesa, y mezcla canciones yeyé con textos provocativos (“más aún que en el cuarto, te amo en la cocina. Nada es más hermoso que las manos de una mujer en la harina”…). Sigue colaborando con el compositor Michel Legrand.
Un accidente de coche lo inmoviliza varios meses en 1963. El año siguiente, se va de viaje a Brasil, y de vuelta en París canta en salas prestigiosas: el Olympia, "Le Palais" y el Théâtre de la Ville. 
La muerte de su amigo Jacques Audiberti en 1965 le inspira un homenaje con la canción, "Canción para el albañil". En esa época empieza su duradera colaboración con el pianista de jazz Maurice Vander. Se rodeará de los músicos de jazz franceses más prestigiosos como Eddy Louiss, René Nan, Pierre Michelot, Michel Colombier, Michel Portal, Aldo Romano, Didier Lockwood, Michel Gaudry, Bernard Lubat, Richard Galliano, Jean-Claude Vannier, André Ceccarelli... Contará también con colaboraciones de Ornette Coleman, Marcus Miller y Trilok Gurtu, entre otros.
Los acontecimientos de mayo de 1968 le inspiran "París mayo" , cuya emisión en antena será prohibida, aunque se oponga a la política: "si debo apoyar esta verdad fría, con su manga izquierda, con su manga derecha, sus discursos pálidos, sus himnos carmesí, su pasión del futuro, su amnesia crónica...". Graba el mismo año su primer álbum en vivo en el Olympia, "Una tarde con Claude Nougaro". 
Su canción, "Toulouse" es un homenaje emocionante a su lugar de nacimiento, Toulouse. 
Su carrera continúa, acentuada de éxitos como: "el jazz y la java", "verás" (adaptación de "O que será" de Chico Buarque), "La isla de Ré", "Armstrong", "Pequeño toro"...
Después de un álbum que se vendió poco (Bleu Blanc Blues) en 1984, su productora de discos no le renueva el contrato. Nougaro se va entonces a Nueva York, en busca de inspiración. Allí escribe y graba un disco producido por WEA (el productor ejecutivo es Mick Lanaro): "Nougayork", cuyo gran éxito fue una sorpresa. 
Se ve recompensado en 1988 en "las victorias de la música" como mejor álbum y mejor artista. De 1993 a 1997, graba 3 nuevos álbumes. 
Su salud se deteriora en 1995, año en que sufre una operación del corazón. En 2003, no puede actuar en el "festival del verbo" de Toulouse debido a su estado de salud. De 1998 a 2004, se dedica a dar conciertos y a participar en festivales, sin olvidar de participar en un álbum para ayudar a los niños que sufren de sida. 
En 2002 se produce en toda Francia un espectáculo hablado, donde retoma varios de sus textos (Víctor, Pluma de ángel ...) sin música. Su interpretación es grabada en el DVD "La fabulas de mi fuente" (de su título en francés : "Les fables de ma fontaine", en alusión a La Fontaine).
En 2003 y 2004 prepara un álbum con la etiqueta jazz Nota-azul, pero no lo puede terminar. Este disco con el nombre de la "Nota Azul" sale en 2004.
En 2004 vuelve a ser operado en varias ocasiones, y muere en marzo, con 74 años, por complicaciones debidas a un cáncer de páncreas. 
El entierro se llevó a cabo en Toulouse, en la Basílica de San Sernín . Sus cenizas fueron dispersadas sobre el río Garona. Un parque municipal de la ciudad y una estación de metro llevan hoy su nombre.
Su música se inspira en el jazz americano, con versiones personales de muchos títulos conocidos de (Charles Mingus, Louis Armstrong y Dave Brubeck), pero también en la música de Brasil (Antônio Carlos Jobim, Baden Powell de Aquino, Chico Buarque).

## Discografía
- 1962: Claude Nougaro (incluye Le cinéma, Le jazz et la java, Une petite fille, Les Don Juan...)
- 1964: Claude Nougaro n° 2 (incluye La marche arrière, Je suis sous...)
- 1966: Bidonville
- 1967: Petit taureau
- 1969: Une soirée avec Claude Nougaro (directo en el Olympia de París)
- 1971: Sœur Ame
- 1973: Locomotive d'or
- 1974: Récréation
- 1975: Femmes et famines
- 1976: Plume d'ange
- 1977: Claude Nougaro (directo en el Olympia de París)
- 1978: Tu verras
- 1979: Nougaro 79
- 1980: Assez
- 1981: Chansons nettes
- 1982: Au New Morning
- 1983: Ami chemin
- 1985: Bleu Blanc Blues
- 1987: Nougayork
- 1989: Pacifique
- 1991: Une Voix dix doigts
- 1993: Chansongs
- 1994: Grand Angle Sur
- 1997: L'Enfant Phare
- 1998: Hombre et Lumière (directo en Toulouse)
- 2000: Embarquement Immédiat
- 2002: Enregistrement public au Théâtre des Champs-Elysées
- 2004: La note bleue (póstumo)
- 2005: L'intégrale studio (Caja de 14 CD + 1 DVD)

## Libros
- Claude Nougaro, Nougaro sur paroles : Textes & dessins, Flammarion, París, 1997, 413 pág., ISBN 2-08-067437-4.
- Claude Nougaro, Le jazz et la java : chansons, J'ai lu, colección Librio, París, 1997, 153 pág., ISBN 2-277-30199-X.
- Claude Nougaro y Maurice Vander (ilustraciones de Chris Rachka), Armstrong, Didier jeunesse, París, 2002, 20 pág., ISBN 978-2278050871.
- Claude Nougaro (ilustraciones de Mosner), Nougaro illustré : Textes & dessins, Albin Michel Jeunesse, París, 2002, 127 pág., ISBN 2-226-11305-3.
- Claude Nougaro, L'ivre d'images, Le Cherche midi, París, 2002, 162 pág., ISBN 2-74910-010-0.
- Claude Nougaro, C'est dit, Gallimard, París, 2006, 120 pág., ISBN 2-07-078096-1.

## Cuentos
- Fables de ma fontaine (2003)